# Ракатау де Жос (Бакау)
Ракатау де Жос (рум. Răcătău de Jos) насеље је у Румунији у округу Бакау у општини Хорђешти. Oпштина се налази на надморској висини од 138 m.

## Становништво
Према подацима из 2002. године у насељу је живело 142 становника, од којих су сви румунске националности.